# Aleurotuberculatus minutus
Aleurotuberculatus minutus är en insektsart som först beskrevs av Singh 1931.  Aleurotuberculatus minutus ingår i släktet Aleurotuberculatus och familjen mjöllöss. Inga underarter finns listade i Catalogue of Life.